# Cantón Oña
Oña es un cantón de la provincia de Azuay en Ecuador. 
Oña, proviene del vocablo celta  Oni, que significa "pie" (de la colina) y es que en realidad Oña está al pie de las colinas. También se dice que Oña proviene del vocablo hebreo Oñia, que significa "barco", está última versión fue proporcionada por doctor Máximo Montero, oñense becado a estudiar Medicina en Rusia.
Conocemos de la existencia de poblaciones que llevan el nombre de Oña, en varios países como: EE.UU-Oña-Virginia; Noruega-Oña (Isla de Pescadores); Noruega-Oña (al sur-occidente de Oslo); España-Oña-Burgos y por supuesto en Ecuador-Oña-Azuay. Todas estas fundaciones tienen un origen español, es decir Oña de Burgos, un nombre que se ha repetido en Europa y América como quizá ningún otro, sin embargo son sectores que han tenido un lento desarrollo.
La villa de Oña-Burgos fue residencia de Condes y Reyes, una población vinculada a los orígenes de la primitiva Castilla. En el año de 950,Fernán González, concedió fueros a la Villa. Don Sancho, Conde de Castilla, otorgó a Oña rango Condal, y creó un Señorío infantado para su hija Tigridia, que tuvo por tributarias más de 200 villas y 300 iglesias. En 1033 el rey Sancho el mayor de Navarra, convierte al infantado en el Monasterio benedictino más poderoso de Castilla,. Tras el asesinato de Sancho II en Zamora, el Cid trae su cuerpo a enterrar a Oña, convirtiéndose así el Monasterio de San salvador en el Primer panteón Real de Castilla. En él se guardan los restos del Mayor Sancho el Mayor de Navarra, el rey Sancho II el fuerte de Castilla, de la Reina, Doña Mayor de Navarra, de los Condes de Castilla Sancho García y Gracia Sánchez, de la condesa Doña Urraca y de tres infantes, este monasterio en la actualidad es un centro gerontológico, que alberga a ciudadanos y ciudadanas de la tercera edad, provenientes de los sectores aledaños como es Poza de sal, Frías, entre otros, y también es un gran museo en donde se encuentran sarcófagos de personajes de gran valía en la historia de España, como el Conde Sancho García, Almanzor, El Rey Bermundo de León, Sancho el mayor de Navarra.

## Cantonización
San Felipe de Oña fue declarado cantón mediante la ley N.º 123 (Registro Oficial N.º 681), el 10 de mayo de 1991 en el tercer año del gobierno del doctor Rodrigo Borja.

### Consideraciones para la cantonización.
La lejanía de las cabeceras cantonales, acarreaba desatención a los pueblos que conforman el cantón, que motivó a estos se levanten en busca de su desarrollo, que sin lugar a dudas era su elevación a la categoría de cantón, para lograr su independencia política y administrativa, es así que en Oña, ya en el año de 1970, se integra un comité con Edmundo Vallejo, padre de Luis Atiencia, Alfonso Vallejo, Alcides Alvarado (Teniente Político de aquel entonces), entre otros, quienes viajan a Quito, al congreso Nacional, y le plantean a su presidente, Assad Bucaram, la necesidad de crear un cantón, recibiendo la negativa a esta petición con el argumento que Oña no reúne los requisitos contemplados en la Ley de régimen Municipal.

## Parroquias

### San Felipe de Oña
Cantón meridional de la provincia de Azuay en Ecuador, a 120km de la capital provincial Cuenca, tiene una población total del cantón de 3.234 habitantes, de los cuales 2.325 habitantes, se encuentran en zonas rurales, tiene una topografía muy irregular.
Debido a la emigración, la población se constituye en su mayoría de personas de tercera edad, niños y adolescentes. Su principal actividad económica es la agricultura, el analfabetismo ronda el 14,6%.
Este cantón se caracteriza por sus hermosos paisajes naturales que engalana su territorio. La parroquia de Susudel también pertenece a este cantón.

### Susudel

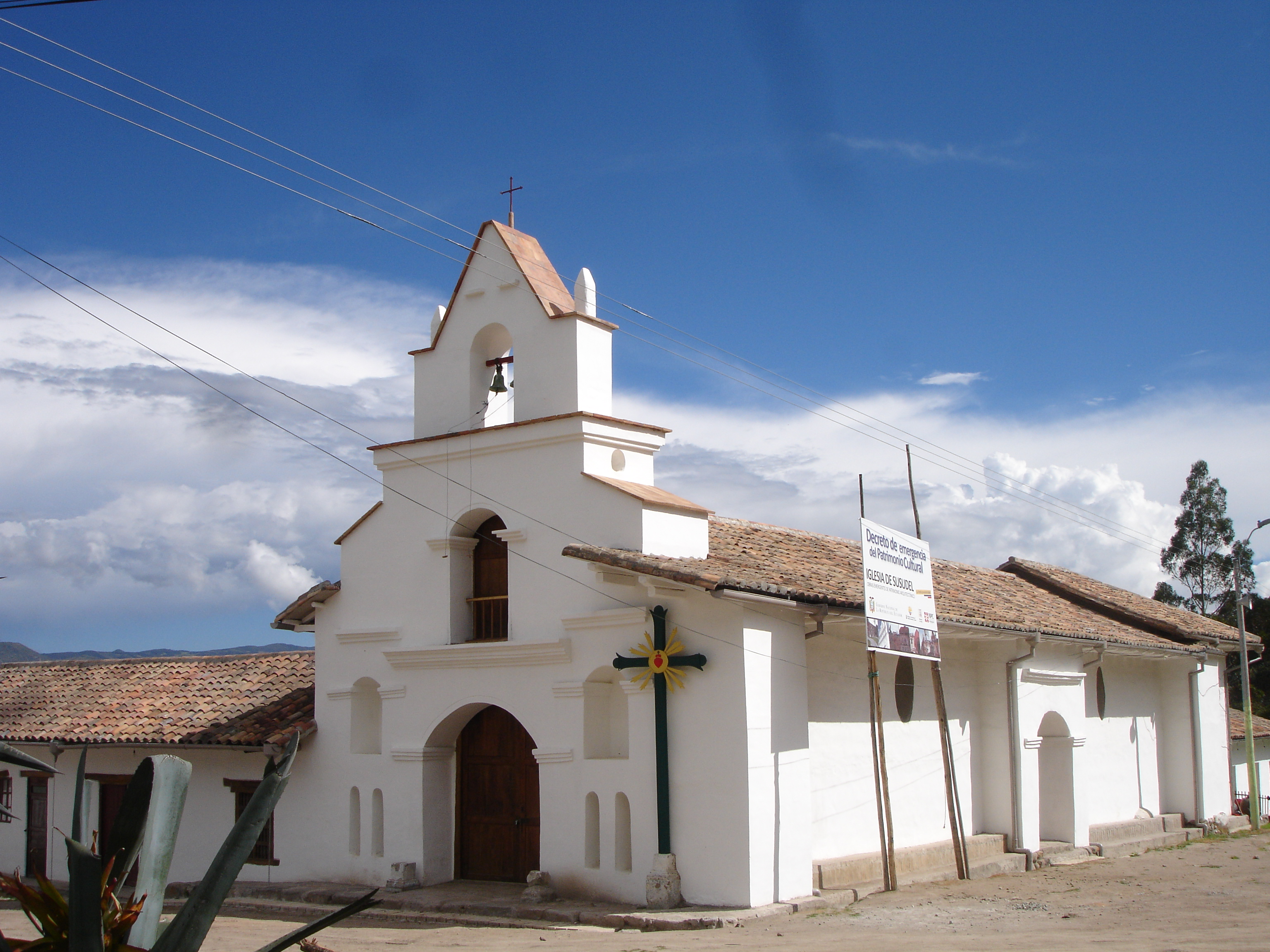
Iglesia de Susudel.

A 20 km al norte, siguiendo la vía Panamericana, está localizada la nueva parroquia Susudel en medio de un paisaje muy hermoso, tierra de hombres y mujeres virtuosos, cuya hospitalidad sorprende al visitante; tiene un clima muy agradable, por lo que varias familias de Cuenca han adquirido aquí sus propiedades para vacacionar. Su población aproximada es de 1250 habitantes que viven de la agricultura, aunque está en la actualidad es reducida, sus campos son muy fértiles pero la falta de agua para el riego es su limitante. 
Afortunadamente existen ya tres proyectos: el Hidroeléctrico Zhincata de 102 km, el río Susudel de 52 km y es más factible, las Nieves-Susudel de 11 km, que fue impulsado por la anterior administración y el comité presidido por el Señor Orlando Malo.
Una parte de la población vive del comercio y del comercio y la elaboración del ladrillo artesanal, existen más de 100 fábricas instaladas, esto es posible a la cantidad de arcilla que tiene el sector para su aprovechamiento, dichas fábricas se han organizado con una directiva presidida por jacinto Donaula, a través del cual se han beneficiado los créditos del 5.5.5 del Gobierno Central, mediante un Convenio firmado por la Municipalidad de Oña en agosto del 2000. 
El clima de Susudel es muy agradable, va desde el cálido, a 1200 m s. n. m. en el sector de Ingapirca, hasta el frío en la cumbre del Cerro Santa Rosa a 3157 m s. n. m. Su área es aproximadamente es la cuarta parte de la superficie de todo el cantón (que es de 287 km²), tiene cuatro escuelas: la “Rafael Moscoso” en Susudel Centro, la “Intercultural Bilingüe” en Nuevo Susudel, la “Agustín Valdivieso” en Pullkanga y la “Carlos Rivera” en Sanglia. 
Su división geográfica está claramente identificada por el río León, que es afluente del Jubones. La gran hacienda de Susudel, que hasta poco se lo conocía como “El Granero del Azuay” debido a su alta producción agrícola, especialmente de granos que eran comercializados en la ciudad de Cuenca, tuvo como primer dueño a Joshep Serrano de Mora, de acuerdo al texto existente en una de las paredes presbiterianas del templo de esta parroquia: Esta capilla fue terminada el veinte de febrero de mil setecientos cincuenta y dos por el depositario Don Joshep Serrano de Mora, dueño de la hacienda de Susudel, a sus expensas y fue inaugurada por el Sr. Don Juan Polo del Águila, Arzobispo de la diócesis, con su autoridad y confirmación el día del glorioso patriarca San José el 19 de marzo de ese año y fue pintada por Juan de Orellana, pintor oficial. Gracias a esta inscripción se sabe exactamente cuándo se terminó la construcción de la capilla, que en la actualidad es muy visitada por turistas y considerada una reliquia patrimonial. 
Entre 1770 y 1780, el nuevo dueño de Susudel fue Fernando Valdivieso quien bautiza a la capilla a los pobladores de Susudel hasta que fueran llevados a la iglesia para los bautizos del párroco. 
Un siglo después la capilla es reconstruida y consagrada, tal como me menciona otra inscripción ubicada debajo de la anterior: “Fue ordenada la reconstrucción de esta capilla bajo la vieja dedicación, por el Sr. Don José Miguel Valdivieso y Rada y fue consagrada el 17 de mayo de 1880 por el reverendo F. Manuel Valdés, previa licencia de Monseñor remigio Esteves de Toral”. 
Después de la muerte de José Miguel Valdivieso, su viuda Teresa García, su hijo Antonio José, y su hijo político, deciden dividir la hacienda, y desde el 13 de julio de 1875 el nuevo dueño de Susudel es Antonio José Valdivieso Gracia, como se encuentra expresado en un acta notarial; cuando este muere en 1906, mediante una transacción, la hacienda se convierte en propiedad de la Srta. Doña Florencia Astudillo Valdivieso, a ella pertenece hasta 1926, año en el que divide y vende al Sr. Don Rafael Moscoso, Sr. Don Remigio Ochoa Mendieta, Sr. Don Ernesto Alemán, Sr. Don Miguel Ullauri y otros.
Sitios turísticos Susudel, naturaleza en todo su esplendor, cuenta con varios sitios de interés turístico, para el deleite visual de los visitantes. El cerro Pishuma o Calvario; Las Tinas del Inca; la planicie de Chacalata; los peñascos rupestres, son algunos de los puntos destacables y referentes indispensables para una estadía encantadora.

## Fiestas e iglesia
El 1 de mayo fue desde hace muchas décadas fiesta en Oña, pero en honor al Santo Patrono, San Felipe, fecha que se celebraba con gran solemnidad. Otra fiesta religiosa era el 2 de julio en honor a la Virgen de la Visitación. En 1923 se reconstruyó la iglesia “con tres torres altas, hermosa y bien pintada”. Entre 1928 y 1936 los curas Nicanor Cobos, Guillermo Narváez y Daniel Durán, construyen una torre de madera para la iglesia, la misma que se conservó hasta 1970, para construir la actual.

## Clima
El clima es templado y cálido en San Felipe de Oña. Hay precipitaciones durante todo el año en San Felipe de Oña. Hasta el mes más seco aún tiene mucha lluvia. De acuerdo con Köppen y Geiger clima se clasifica como Cfb. La temperatura media anual en San Felipe de Oña se encuentra a 15.1 °C. Hay alrededor de precipitaciones de 654 mm.